# Chamaelimnas ammon
Chamaelimnas ammon är en fjärilsart som beskrevs av Pieter Cramer 1777. Chamaelimnas ammon ingår i släktet Chamaelimnas och familjen Riodinidae. Inga underarter finns listade i Catalogue of Life.

## Bildgalleri

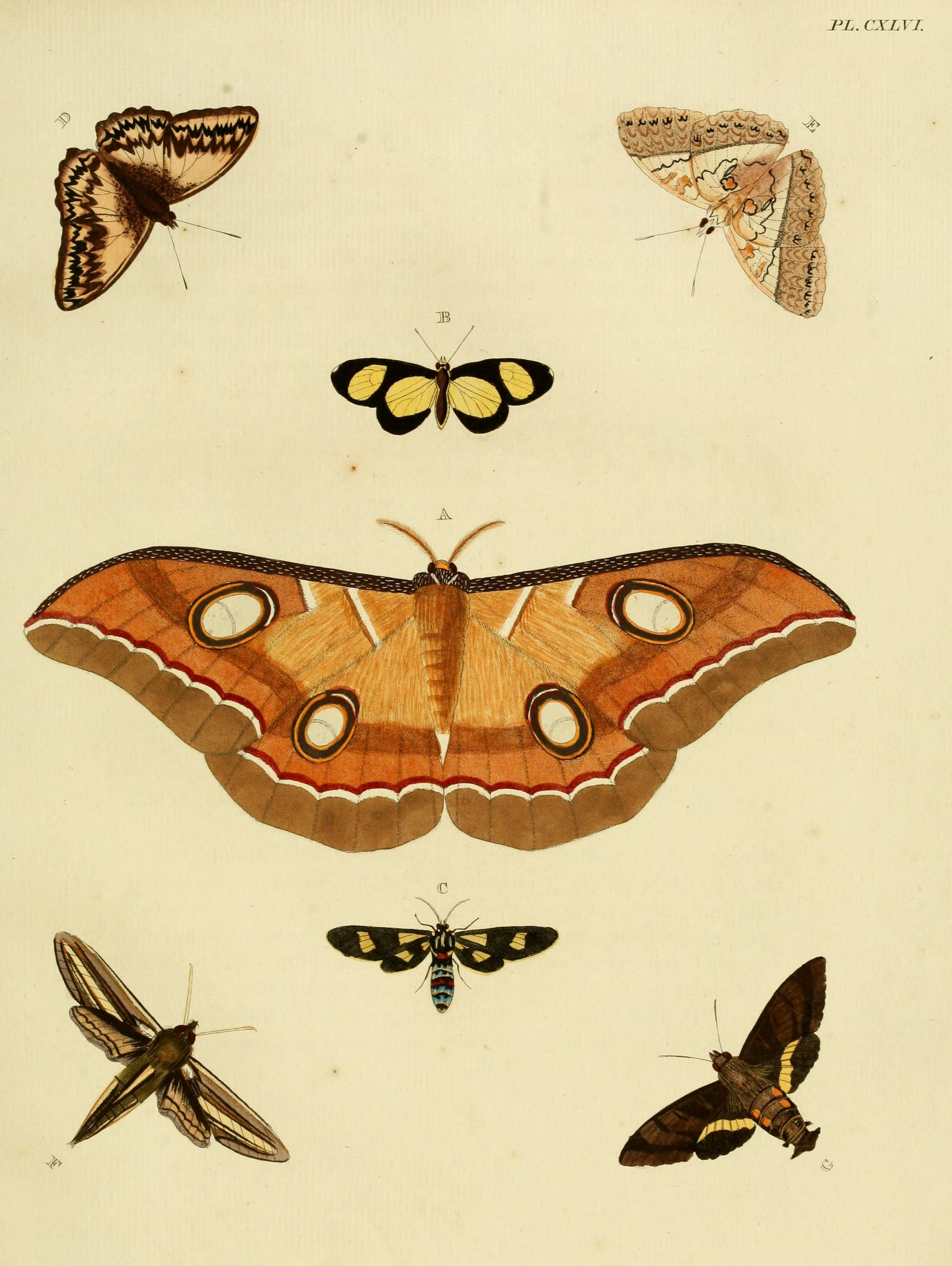